# سانت بطرسبرغ
سانت بطرسبرغ، عُرفت سابقًا باسم بتروغراد ولاحقًا لينينغراد،(الروسية: Санкт-Петербу́рг)، هي ثاني أكبر مدينة في روسيا بعد موسكو. تقع على ضفاف نهر نيفا عند رأس خليج فنلندا في بحر البلطيق. بلغ عدد سكانها 5,601,911 نسمة في عام 2021، بينما يتجاوز عدد سكان منطقتها الحضرية 6.4 مليون نسمة. تُعد رابع أكبر مدينة من حيث عدد السكان في أوروبا، وأكبر مدينة على بحر البلطيق، كما أنها أكثر مدينة شمالية في العالم يزيد عدد سكانها عن مليون نسمة. وباعتبارها العاصمة السابقة لروسيا الإمبراطورية وميناءً استراتيجيًا تاريخيًا، فهي تُدار كمدينة فيدرالية.
أسس المدينة القيصر بطرس الأكبر في 27 مايو 1703 على أنقاض حصن سويدي مستولى عليه، وسُميت تيمنًا بالقديس بطرس الرسول. ترتبط تاريخيًا وثقافيًا ببداية الإمبراطورية الروسية ودخول روسيا العصر الحديث كقوة عظمى في أوروبا. كانت عاصمة روسيا القيصرية ثم الإمبراطورية الروسية من 1712 إلى 1918، باستثناء فترة قصيرة بين 1728 و1730 عندما استُبدلت مؤقتًا بموسكو. نقل البلاشفة مقر الحكومة إلى موسكو بعد ثورة أكتوبر 1917، وأعيدت تسمية المدينة إلى لينينغراد بعد وفاة فلاديمير لينين عام 1924. تعرضت المدينة خلال الحرب العالمية الثانية لحصار لينينغراد، الذي يُعد الأكثر فتكًا في التاريخ. وفي يونيو 1991، أي قبل أشهر قليلة من تفكك الاتحاد السوفيتي، صوّت سكان المدينة في استفتاء لاستعادة اسمها الأصلي.
تُعد سانت بطرسبرغ المركز الثقافي لروسيا، حيث استقبلت أكثر من 15 مليون سائح في عام 2018. كما أنها مركز اقتصادي، علمي، وسياحي مهم في روسيا وأوروبا، وتحمل لقب "العاصمة الشمالية لروسيا". تحتضن المدينة العديد من الهيئات الحكومية الفيدرالية، مثل المحكمة الدستورية الروسية والمجلس الهيرالدي لرئيس الاتحاد الروسي. كما تضم المكتبة الوطنية الروسية، ومن المقرر أن تصبح مقر المحكمة العليا الروسية. بالإضافة إلى ذلك، تعد المدينة موطنًا للبحرية الروسية والمنطقة العسكرية في لينينغراد التابعة للقوات المسلحة الروسية.
يُصنف المركز التاريخي لسانت بطرسبرغ مع معالمه المعمارية ضمن قائمة التراث العالمي لليونسكو. كما أنها موطن لمتحف أرميتاج، أحد أكبر المتاحف الفنية في العالم، ومركز لاختا أطول ناطحة سحاب في أوروبا. وكانت إحدى المدن المضيفة لكأس العالم لكرة القدم 2018 وبطولة أمم أوروبا 2020.

## مدن وقرى سانت بطرسبورغ
- غاتشينا
- كولبينو
- كراسنوي سلو
- كرونشتادت
- لومونوسوف
- بافلوفسك
- بيتيرهوف
- بوشكين
- سسترورتسك
- فيبورغ
- زيلينوغورسك

## السكان
عدد سكانها 5,191,690 نسمة (2015)، وهي ثاني أكبر مدينة روسية، ورابع أكبر مدن أوروبا من حيث عدد السكان. وهي مركز ثقافي أوروبي هام، كما بها أهم موانئ روسيا في بحر البلطيق. ومساحتها 1,439 كم2.
وفقاً لتعداد سكاني تم عام 2015، فإن التركيبة العرقية للمدينة كالآتي: 92.5% من الروس، 1.5% من الأوكرانيون، 0.9% من البيلاروس والباقون من اليهود والتتار والأرمن والأذربيجانين والجورجيين والبولنديين والعرب .

## تاريخ
أسس المدينة القيصر بطرس الأول في 27 مايو، 1703 «كنافذة مطلة على أوروبا» ببناء قلعة ضخمة على نهر نيفا الكبير في خليج فنلندا (بحر البلطيق) ثم اتسعت رغم وعورة المنطقة وكثرة المستنقعات وسرعان ما تحولت إلى ميناء عسكري وتجاري كبير. ساهمت المدينة في صنع الانتصار في حرب الشمال العظمى التي استمرت أكثر من عشرين عاماً وفتحت آفاق اتصال واسع مع الحضارة الأوربية. حملت المدينة اسم مؤسسها القيصر بطرس أو بيتر الأول، كانت عاصمة البلاد لأكثر من قرنين (1712-1728 / 1732-1918) في عهد الإمبراطورية الروسية إلى أن عادت العاصمة إلى موسكو عام 1918. سميت المدينة في الماضي بأسماء عديدة: بتروغراد (1914-1924)، لينينغراد أي مدينة لينين أول زعيم سوفييتي (1924-1991).
من مدينة سانت بطرسبرغ انطلقت قذائف البارجة أفرورا باتجاه قصر الشتاء معلنة بدء الثورة الروسية عام 1917.

## متحف الإرميتاج
تعود ولادة متحف الإرميتاج في سانت بطرسبرغ إلى النصف الثاني من القرن الثامن عشر، عهد ازدهار الإمبراطورية الروسية، زمن القيصرة الشهيرة كاترين الثانية. يحمل متحف الإرميتاج سجل غينيس لأكبر مجموعة من اللوحات في العالم.

## أسماء المواقع الجغرافية
يصادف يوم الاسم لبطرس الأول في 29 يونيو، وهو اليوم الذي تُحيي فيه الكنيسة الأرثوذكسية الروسية ذكرى تلميذَي المسيح بطرس وبولس. وقد جعلهما تكريس الكنيسة الخشبية الصغيرة باسميهما (التي بدأ بناؤها في ذات وقت بناء القلعة) شفيعان سماويان لقلعة بطرس وبولس، بينما أصبح القديس بطرس في الوقت ذاته مانحًا لاسم المدينة بأكملها. وحين أعاد بطرس الأكبر تسمية الموقع باسم القديس بطرس في يونيو من عام 1703، لم يصدر قانون تسمية يُقر بتهجئة رسمية؛ حتى في رسائله الخاصة، بل استخدم أسماء مختلفة، مثل Санктьпетерсьбурк (Sanktpetersburk)، مُحاكيًا كلمة سانكت بطرسبرغ الألمانية، وСантпитербурх (Santpiterburkh)، مُحاكيًا كلمة سينت-بيترسبرغ الهولندية، إذ كان بطرس متعدد اللغات. اعتُمد الاسم لاحقًا وتحوّل إلى اللغة الروسية فأصبح سانكت-بيتربورغ.
كُتب اسم المدينة سابقًا باللغة الإنجليزية Saint Petersburgh. ولا يزال هذا الاعتماد موجودًا في اسم شارع في حي بيزووتر في لندن، بالقرب من كاتدرائية القديسة صوفيا، تيمنًا بزيارة القيصر إلى لندن في عام 1814.
كان الاسم المكون من 14 إلى 15 حرفًا، والمؤلف من ثلاثة جذور، مُرهِقًا للغاية، فاستُخدمت عديد من الصيغ المختصرة. ولعلّ أول حاكم عام للمدينة، مينشيكوف، هو أول من وضع أول لقب لمدينة بطرسبرغ، Петри (بيتري). استغرق الأمر بضع سنوات حتى استقرّت التهجئة الروسية المعروفة لهذا الاسم. وفي أربعينيات القرن الثامن عشر، استخدم ميخائيل لومونوسوف مشتقًا من اليونانية: Πετρόπολις (Петрополис، بتروبوليس) في شكل روسيّ، وهو Petropol' (Петрополь). ظهر في ذلك الوقت أيضًا اسم مُركَّب هو Piterpol (Питерпол). وعلى أي حال، توقف في نهاية المطاف استخدام البادئة «-Sankt» باستثناء في الوثائق الرسمية التي استُخدم فيها الاختصار المكون من ثلاثة أحرف «СПб» (SPb) على نطاق واسع أيضًا.
ترجم ألكسندر بوشكين اسم مدينة «سانت بطرسبرغ» ذي الطابع الأجنبي إلى اسم بتروغراد الأكثر روسية في إحدى قصائده، وذلك في ثلاثينيات القرن التاسع عشر. لكن في 31 أغسطس من عام 1914، وبعد بدء الحرب مع ألمانيا، غيّر القيصر نيقولا الثاني اسم المدينة إلى بتروغراد لحذف الكلمتين الألمانيتين «سانكت» و«بورغ». وبما أن البادئة «سانت» قد حُذفت، غيّر هذا القرار أيضًا اسم المدينة و«راعيها» من القديس بطرس إلى اسم مؤسسها بطرس الأكبر. وفي 26 يناير من عام 1924، بعد وفاة فلاديمير لينين بفترة وجيزة، أُعيدت تسميتها إلى لينينغراد (بالروسية: Ленинград، وتعني «مدينة لينين»). وفي 6 سبتمبر من عام 1991، أُعيد اسمها الأصلي، سانت بطرسبرغ، في استفتاءٍ شعبي. واليوم، تُعرف المدينة بالإنجليزية باسم سانت بطرسبرغ. وكثيرًا ما يُشير السكان المحليون إلى المدينة باسمها المُختصر، بيتر (بالروسية: Питер، وتعني «بِتْرِغْر»).
بعد ثورة أكتوبر، كان اسم بتروغراد الحمراء يُستخدم غالبًا في الصحف والمطبوعات الأخرى حتى تغيّر اسم المدينة إلى لينينغراد في يناير من عام 1924.
عُقد استفتاءٌ حول استعادة الاسم التاريخي في 12 يونيو من عام 1991، إذ أيد 55% من الناخبين اسم «سانت بطرسبرغ» و43% أيدوا اسم «لينينغراد». لم يكن تغيير اسم المدينة إلى بتروغراد خيارًا مطروحًا. ودخل هذا التغيير حيز التنفيذ رسميًا في 6 سبتمبر من عام 1991. ولا يزال اسم المنطقة المحيطة بسانت بطرسبرغ لينينغراد إلى اليوم.
بعد أن سلمت موسكو دور العاصمة إلى بطرسبورغ، لم تتخلَّ عن لقب «العاصمة» أبدًا، بل دُعيت بيرفوبريستولنايا (أي «العرش الأول») لمدة 200 عامًا. وعاد اليوم اسمٌ مُماثلٌ لبطرسبورغ، هو «العاصمة الشمالية»، إلى الاستخدام منذ انتقلت عديد من المؤسسات الفيدرالية من موسكو إلى سانت بطرسبورغ مؤخرًا. وتُذكرنا أسماءٌ وصفيةٌ مهيبةٌ مثل «مدينة الثورات الثلاث» و«مهد ثورة أكتوبر» التي استُخدمت في الحقبة السوفيتية بالأحداث المحورية التي شهدتها هذه المدينة في التاريخ الوطني. أما بتروبوليس فهي ترجمة لاسم مدينة إلى اللغة اليونانية، وهي أيضًا نوع من الاسم الوصفي: وهو جذر يوناني لـ «الحجر»، لذا فإن «المدينة من الحجر» تؤكد على المواد التي فُرضت قسرًا للبناء منذ السنوات الأولى التي شهدتها المدينة.
لطالما أطلق الروس على سانت بطرسبرغ لقب «نافذة إلى أوروبا» و«نافذةٌ إلى الغرب». وتُعد المدينة أقصى المدن شمالًا، ويسكنها أكثر من مليون نسمة حول العالم، وكثيرًا ما تُوصف بـ«فينيسيا الشمال» أو «فينيسيا روسيا» نظرًا لكثرة ممراتها المائية، إذ بُنيت المدينة على مستنقعات ومجارٍ مائية. علاوة على ذلك، تتميز المدينة بعمارة وثقافة مستلهمة بقوة من أوروبا الغربية، ممزوجة بتراثها الروسي. ومن ألقابها الأخرى «مدينة الليالي البيضاء» نسبةً إلى ظاهرة طبيعية تنشأ بسبب قربها من المنطقة القطبية، وتضمن عدم إظلام سماء المدينة تمامًا لمدة شهر في فصل الصيف. تُسمى أيضًا المدينة غالبًا «بتدمر الشمالية»، نظرًا لهندستها المعمارية الباذخة.